# Annapurna Süd
Die Annapurna Süd (auch Annapurna Dakshin) ist ein Berg im Himalaya in Nepal.
Die Annapurna Süd besitzt eine Höhe von 7219 m und befindet sich im Südwesten des Gebirgsmassivs Annapurna Himal. Nach Osten schließt sich der Mittelgipfel (7094 m) an. Östlich von diesem liegt der Trekkinggipfel Hiunchuli (6441 m), nördlich auf dem Hauptkamm der Moditse (7126 m). Die Nord- und Westflanken fallen zum Tal des Kali Gandaki ab, während die Südhänge von dessen Nebenfluss Modi Khola entwässert werden.
Die Annapurna Süd wurde im Rahmen einer japanischen Expedition erstbestiegen. Shoichiro Uyeo und Sherpa Mingma Tsering erreichten den Gipfel am 15. Oktober 1964. Die Aufstiegsroute führte vom Annapurna-Basislager über den Mittelgipfel zum höchsten Punkt der Annapurna Süd.